# Lagoa Feia
A Lagoa Feia está localizada na divisa dos municípios de Campos dos Goytacazes e Quissamã no estado do Rio de Janeiro.
É um eco-sistema ameaçado pela utilização descontrolada de suas águas e pelo avanço de aterros pelas suas margens. Nos últimos cem anos, sua superfície foi reduzida a um terço da área original.
Ao contrário do que significa seu nome, é uma lagoa muito bonita e majestosa. A origem deste nome inapropriado deve-se a ter sido descoberta pelos Sete Capitães em um dia de tempestade, no qual havia um "não sei que de medonho de suas ondas agitadas pelo vento a se quebrarem com fragor pelas suas praias". Porém, as suas águas são plácidas e, em dias de tempestades, suas ondas são pequeninas.

## Hidrografia
A Lagoa Feia é o corpo d’água regulador de uma vasta região hidrográfica, constituída por dezenas de lagoas interconectadas por uma complexa rede de canais naturais e artificiais.
Coube ao célebre engenheiro Francisco Saturnino de Brito desvendar o intricado sistema hídrico da região. Em 1906, ele afirmava: "uma simples mudança do seu regime (da Lagoa Feia), um simples desnivelamento de suas águas, afeta um complicado e extenso sistema hidrográfico, podendo produzir ou o alagamento ou o dessecamento de uma considerável superfície de terrenos apropriados para a lavoura".
Estudos da Comissão de Saneamento da Baixada Fluminense realizados em 1934 afirmaram que a Lagoa Feia comandava hidrologicamente uma superfície de 8.650 km².
É alimentada principalmente pelo rio Macabu, que desagua a noroeste, e pelo rio Ururaí, que  desagua ao norte, sendo este o principal abastecedor dulcícula (de água doce). Ambos estão completamente retificados no seu trecho próximo à lagoa Feia, sendo suas águas muito consumidas na irrigação.
No oeste da lagoa Feia, há a lagoa do Jacaré que é, na verdade, uma antiga enseada da lagoa Feia que foi parcialmente drenada. A lagoa (ou enseada) do Jacaé recebe a água drenada pelo canal dos Tocos, que por sua vez, recebe as águas poluídas do antigo Canal Campos-Macaé provenientes da cidade de Campos dos Goytacazes;
A lagoa recebe, ainda, em torno do seu vasto perímetro, vários córregos e riachos que servem de sangradouros a brejos, alagados e lagoas existentes em suas imediações, embora estes sejam bem menos do que no passado. Estes córregos e riachos faziam também com que a Lagoa Feia recebesse  as águas do rio Paraíba do Sul quando o nível deste subia muito nas cheias. Atualmente, a adução do rio Paraíba do Sul é regulada artificialmente por uma série de comportas e diques que controlam o fluxo da rede de canais que corta a baixada Campista.
Há várias lagoas conectadas com a Lagoa Feia, entre as quais se destacam:
- ao norte, as lagoas do Jesus, Cacumanga, Piabanha, Olhos d’Água, Sussunga e Tambor, a lagoa de Cima (que alimenta o rio Ururaí);
- a sul, a lagoa de Dentro e o rio Iguaçu (que é, na realidade, uma lagoa estreita e comprida);
- a leste, as lagoas Abobreira, Coqueiros, Goiaba, Salgada, Baixio, Capim e Martinho;
- a oeste, as lagoas da Ribeira e do Luciano.

Excetuando a lagoa de Cima, as lagoas existentes ao norte são dificilmente reconhecíveis pois são drenadas por uma extensa rede de canais dos quais o mais famoso é o canal Campos-Macaé.
Ao sul, a lagoa é separada do mar por uma restinga na região denominada Flexeiras. A parte sul da lagoa Feia prolonga-se com o formato de um dedo, separando-se deste península do Capivari. A extremidade deste prolongamento é denominada lagoa do Tatu, mas, verdadeiramente, é apenas uma enseada com franca comunicação pela sua extremidade noroeste com a lagoa Feia.
A sudeste, há um labirinto de canais sangradouros formava uma zona alagadiça com cerca de 100 km² entre a lagoa e o mar. Neste alagadiço, há a lagoa de Dentro ou Capivari, que tinha originalmente comprimento de 8 km, largura de 3 km, superfície de 24 km² e profundidade máxima de 1,80 m. Estava separada da Lagoa Feia pelas ilhas dos Pássaros e do Tatu, comunicando-se com ela por meio de três canais: do Major, do Paço e a valeta do Tatu. A lagoa de Dentro está muito reduzida atualmente.
Em 1688, o capitão José de Barcellos Machado abriu um canal artificial, o canal das Flexas ou Furado, na região sudeste, iniciando a drenagem da região da lagoa de Dentro ou Capivari. A mesma origem tem o Canal da Onça ou Vala Grande, que comunica a Lagoa Feia com o rio Açu ou Iguaçu, que, na realidade é uma lagoa muito extensa e com largura de apenas 20 m.
Em 1897, a Comissão de Estudos e Saneamento da Baixada do Estado do Rio de Janeiro abriu o Canal de Jogoroaba visando escoar a lagoa até o mar pelo caminho mais curto. Este canal cortava a restinga desde a extremidade sul da lagoa até praia de Ubatuba (coordenadas 22°08.126'S 41°17.918'O), tendo 4,6 km de comprimento, 9m de largura e 3m de profundidade. A barra deste canal foi mal projetada, e em pouco tempo alargou-se e foi fechada com areia pelo mar.
O canal das Flexas desagua na Barra do Furado a uma distância, pela costa, de 60 km ao sul de Atafona. A ação do vento sudoeste e das correntes litorâneas para o norte fazia com a Barra do Furado fosse fechada periodicamente pela areia. Quando a cota do espelho d’água da lagoa atingia 5 m acima do nível do mar, todos os sangradouros que partiam da lagoa Feia se reuniam na Lagoa de Dentro (ou Capivari) e enchiam o canal das Flexas, que pressionava a Barra do Furado até rompê-la.
Foram feitos estudos de saneamento da baixada Campista entre os anos de 1925 e 1930. Com base nos dados obtidos, o engenheiro Saturnino Brito recomendou uma série de intervenções evitar as enchentes na cidade de Campos dos Goytacazes. Entre outras obras que foram realizadas, em 1948 foi aberto um novo canal das Flexas mais largo e com proteção de molhes na Barra do Furado que o protegem das ações do vento e correntes marítimas que fechavam sua saída. O canal das Flexas tornou-se assim o principal sangradouro da lagoa Feia no mar.

## Importância econômica
Serve como fonte de abastecimento de água potável para toda área urbana do município de Quissamã e para as localidades rurais do seu entorno.
As suas águas são utilizadas para irrigação em plantações de cana-de-açúcar, coco, abacaxi, etc. A região é toda cortada por canais e valas que conduzem a água da Lagoa Feia até as proximidades das plantações.
A Lagoa Feia é a principal fonte de pescado de água doce da região Norte Fluminenes, com exploração de pesca comercial de espécies como tilápia, acará, bagre e morobá.
As indefinições nas prioridades na regulação das cotas de cheia da lagoa levam a freqüentes conflitos locais entre poder público, produtores agrícolas, defensores do meio-ambiente e comunidades locais como a colônia de pescadores de Ponta Grossa dos Fidalgos, em Campos dos Goytacazes.

## Ecossistema
Tem um papel importante como regulador climático e estabilizador do lençol freático da região.
As áreas marginais da Lagoa Feia possuem uma densa vegetação submersa e flutuante composta por taboas e aguapés. Os locais mais rasos formam brejos com cerca de 200 m de largura. A fauna tem espécies como marrecas e o jacaré de papo amarelo.
A construção do Canal das Flexas aumentou a salinidade nas partes sul e sudoeste da Lagoa Feia e provocou a diminuição do nível da água, sendo responsável pela redução de 100 km² do seu espelho d'água.
Observa-se na tabela apresentada abaixo que, em 50 anos, a lagoa teve seu espelho d’água reduzido de 370 km² para os atuais 170 a 200 km², o que resulta numa perda de cerca de 50%.
Uma superfície de pelo menos 17.000 ha de terras públicas (antigo espelho d’água), área equivalente ao município de Paracambi, foi anexada pelas propriedades privadas lindeiras. Proprietários vizinhos à lagoa têm-se apropriado do espelho d’água construindo diques, drenando brejos e plantando capim nestas áreas. O capim se entrelaça com as ilhas flutuantes, favorecendo a sedimentação. Além disso, a falta da demarcação definitiva da Faixa Marginal de Proteção, uma exigência da legislação ambiental, tem levado ao avanço da cultura canavieira, principal atividade econômica da região, sobre suas várzeas.
Na área urbana da cidade de Campos dos Goytacazes, o despejo de esgotos domésticos e efluentes industriais são reunidos no chamado Canal da Cula ou Grande Canal, que é uma parte do secular canal Macaé-Campos. As águas poluídas seguem pelo canal Macaé-Campos e pelo canal dos Tocos, que por sua vez desagua na lagoa do Jacaré que se comunica com a lagoa Feia.
| Área Superf. (km²) | Perímetro (km) | Comprimento (km) | Largura (km) | Prof. Média (m) | Ano       | Fonte de Dados                |
| ------------------ | -------------- | ---------------- | ------------ | --------------- | --------- | ----------------------------- |
| 170                | -              | -                | -            | 1 a 2           | Atual     | Projeto Jurubatiba            |
| 172                | -              | 22,5             | 20           | 1               | 1993      | FEEMA                         |
| 203,36             | 138,10         | -                | -            | -               | ?         | SERLA                         |
| 235                | 198            | 24               | 19           | -               | 1979      | FAO                           |
| 335                | -              | -                | -            | -               | 1929      | Saturnino de Brito            |
| 370                | -              | 32               | 24           | 3 a 5           | 1894-1902 | Comissão de Estudos do Estado |

## Características originais
José Carneiro da Silva, 1º Barão e Visconde de Araruama, fez os primeiros estudos da Lagoa Feia registrados em usa obra "Memória Topographica e Histórica sobre os Campos dos Goytacazes de 1819. Segundo ele, as águas da lagoa escoavam para o mar através das barras do "Consenza", "Lagomar" e "Iguassu". A barra do Lagomar era o escoadouro mais ao norte do labirinto de rios e córregos que se encontra a sudoeste da lagoa Feia.
Entre 1894 e 1902, a Comissão de Estudos e Saneamento da Baixada do Estado do Rio de Janeiro procedeu a estudos topográficos que atestaram que Lagoa Feia distava cerca de 4.700 m do mar, abrangia cerca de 370 km², tinha comprimento de 32 km no eixo maior e 24 km no eixo menor, e profundidade média entre 3 e 5 m, alcançando 6 m nos locais mais profundos. Então, a superfície da lagoa Feia era um pouco inferior a da Baía de Guanabara e cerca de 1,8 vezes a da lagoa de Araruama.

## Como chegar
A Lagoa Feia pode ser observada no Google Earth próxima das coordenadas  21° 59.697'S  41° 22.916'O.
O acesso às suas margens encontra-se freqüentemente bloqueado por propriedades rurais.
Em Quissamã, a rodovia RJ-196, sentido Barra do Furado, e a estrada QSM-015, sentido Capivari, margeiam e dão acesso à Lagoa Feia, através de propriedades particulares.